# مارتين باربا
مارتين باربا (بالإسبانية: Martín Barba)‏ هو ممثل مكسيكي، ولد في 2 ديسمبر 1993 في أوخاكا في المكسيك.

## أعمال

### أفلام
- (2014) أربعة أقمار

## وصلات خارجية
- مارتين باربا على موقع IMDb (الإنجليزية)
- مارتين باربا على موقع ألو سيني (الفرنسية)
- مارتين باربا على موقع كينوبويسك (الروسية)